# 中華民國—斯里蘭卡關係
中華民國與英屬錫蘭以及錫蘭自治領於1944—1950年有领事級關係，終止關係後，目前沒有與現今的斯里蘭卡民主社會主義共和國（1972年之前稱錫蘭）互設具大使館功能的代表機構，對斯里蘭卡的相關事務由駐清奈臺北經濟文化辦事處兼轄。中華民國對外貿易發展協會於斯里蘭卡設立台北世界貿易中心駐可倫坡辦事處。

## 政治

### 外交

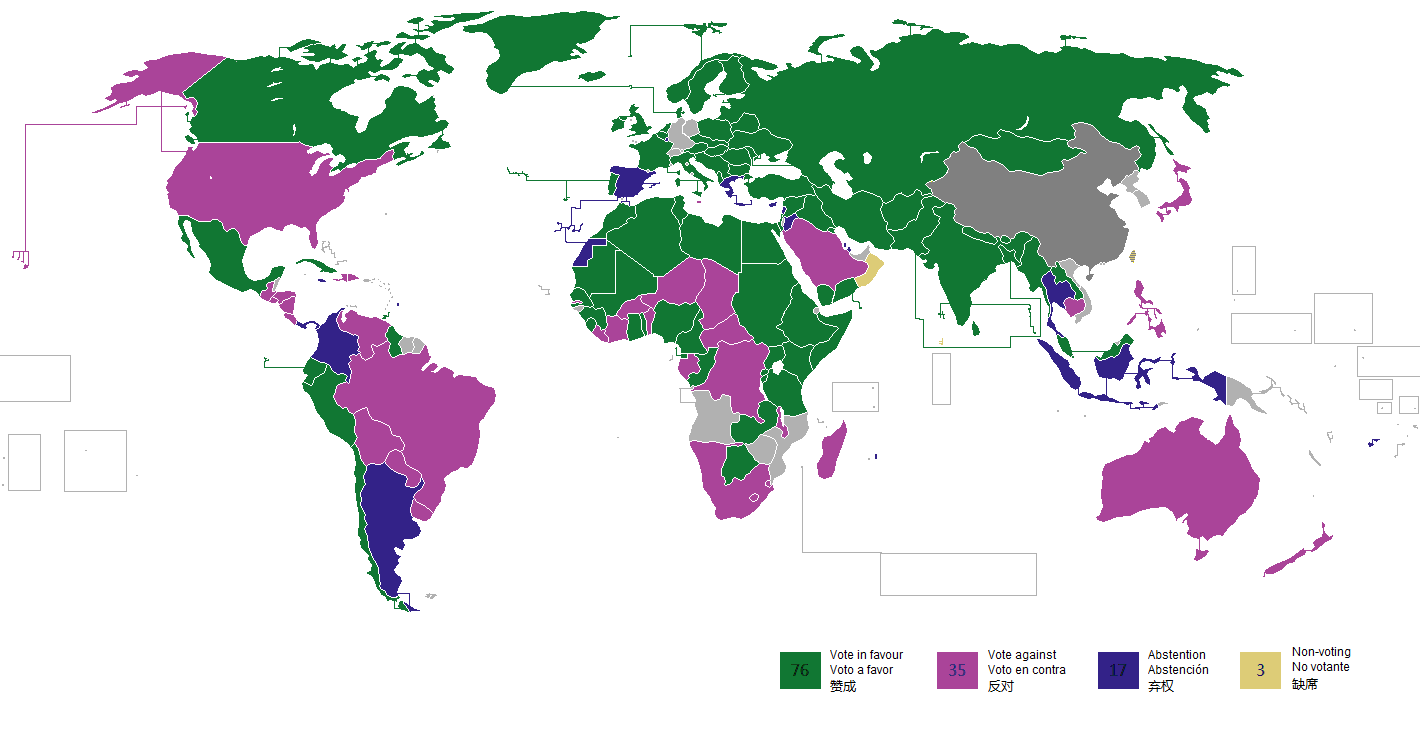
綠色國家表示在1971年的投票中反對中華民國續留聯合國，即《聯合國大會2758號決議》，其中包括當時的錫蘭。

1944年3月15日，中華民國向英屬錫蘭派駐可倫坡领事。
1948年2月4日，錫蘭自治領成立，與中華民國繼續保持領事關係，但錫蘭未派駐領事。
1950年1月6日，英國承认中华人民共和国，錫蘭自治領翌日亦跟進承认，並與中華民國終止領事關係。
1971年10月25日，第26屆聯合國大會就錫蘭等23國所提出的「恢復中華人民共和國在聯合國的合法權利」議案進行表決。最終以76票贊成、35票反對、17票棄權的結果通過。根據《聯合國憲章》和聯合國大會議事規則，提案通過即成為正式決議，是為《聯合國大會2758號決議》。中華民國、馬爾地夫、阿曼等3國未投票。代表中國正統的中華民國政府，以外交部長周書楷為代表，在表決之前數小時，於大會上主動宣布退出聯合國。日後，中華民國政府將此決議稱為「排我納匪案」。
1989年6月中旬，中华民国政府在斯里兰卡首都科伦坡设置驻斯里兰卡台北商务代表团，1991年11月18日，關閉代表團
。
2008年1月，世界衛生組織執行委員會在瑞士日內瓦舉行。中華民國的邦交國提出「要求世界衛生組織與尚未獲納入國際衛生條例2005之國家、地區及領土就國際衛生條例2005之執行建立直接溝通與聯繫」提案，中華人民共和國則另提出修正案，並獲得斯里蘭卡與吉布地的附和。後中華人民共和國所提的修正案，以25國贊成、3國反對、5國棄權、1國缺席通過，中華民國的邦交國所提議案則不交付表決。

#### 中華民國駐錫蘭可倫坡領事（1944－1950年）
| 姓名   | 任命          | 到任           | 離任      | 外交衔级 |
| ------ | ------------- | -------------- | --------- | -------- |
| 楊冕煌 | 1944年3月15日 | 1944年12月11日 | 1950年1月 | 領事     |

#### 中華民國駐斯里蘭卡代表（1989－1991年）
| 姓名   | 任命          | 到任           | 離任           | 外交衔级 | 備註  |
| ------ | ------------- | -------------- | -------------- | -------- | ----- |
| 許懷聰 | 1989年2月20日 | 1989年5月2日   | 1990年8月2日   | 處長     | [ 5 ] |
| 陳西忠 | 1990年9月26日 | 1990年11月20日 | 1991年11月19日 | 處長     | [ 5 ] |

## 經濟

### 貿易
中華民國對外貿易發展協會（外貿協會）於斯里蘭卡第1大城可倫坡設立台北世界貿易中心辦事處，後於2022年底關閉。
| 年分 | 貿易總額    | 貿易總額 | 貿易總額 | 出口至斯里蘭卡 | 出口至斯里蘭卡 | 出口至斯里蘭卡 | 自斯里蘭卡進口 | 自斯里蘭卡進口 | 自斯里蘭卡進口 | 順逆差 |
| 年分 | 金額        | 年增減   | 排名     | 金額           | 年增減         | 排名           | 金額           | 年增減         | 排名           | 順逆差 |
| ---- | ----------- | -------- | -------- | -------------- | -------------- | -------------- | -------------- | -------------- | -------------- | ------ |
| 2017 | 465,585,075 | ▲0.2%    | 55       | 407,704,851    | ▲0.1%          | 42             | 57,880,224     | ▲1.0%          | 78             | 順差▼  |
| 2018 | 472,160,991 | ▲1.4%    | 54       | 405,290,162    | ▼0.6%          | 44             | 66,870,829     | ▲15.5%         | 79             | 順差▼  |
| 2019 | 432,010,435 | ▼8.5%    | 54       | 374,041,797    | ▼7.7%          | 42             | 57,968,638     | ▼13.3%         | 79             | 順差▼  |
| 2020 | 369,862,841 | ▼14.4%   | 58       | 306,960,308    | ▼17.9%         | 44             | 62,902,533     | ▲8.5%          | 76             | 順差▼  |
| 2021 | 489,203,784 | ▲32.3%   | 58       | 401,409,580    | ▲30.8%         | 44             | 87,794,204     | ▲39.6%         | 80             | 順差▲  |
| 2022 | 411,364,870 | ▼15.9%   | 65       | 339,896,334    | ▼15.3%         | 49             | 71,468,536     | ▼18.6%         | 82             | 順差▼  |
| 2023 | 318,842,558 | ▼22.5%   | 64       | 257,763,314    | ▼24.2%         | 48             | 61,079,244     | ▼14.5%         | 82             | 順差▼  |
| 2024 | 397,491,856 | ▲24.7%   | 57       | 338,497,263    | ▲31.3%         | 42             | 58,994,593     | ▼3.4%          | 79             | 順差▲  |

2023年的兩國貿易項目如下：
出口至斯里蘭卡的前10大項目為：其他針織或鉤針織品；針織品或鈎針織品，其寬度超過30公分，且含彈性紗或橡膠線重量在5%與以上；合成纖維絲紗梭织物；特定用途機器之零件與附件；合成纖維絲紗非供零售用者；合成橡胶之板、片、條與從油類獲得之硫化油膏；氯乙烯或其他鹵化烯烃之聚合物；印刷電路；碟片、磁带、固態非揮發性儲存裝置、智慧卡與其他錄音或錄製之媒體；不鏽鋼扁軋製品等。
自斯里蘭卡進口的前10大項目為：茶葉；活性炭或活性天然礦產品、動物炭烟；未經塑性加工精炼铜與銅合金；油料種子與含油質之果实；針織或鉤針織T恤、汗衫與其他背心；褥支持物、寢具與類似家具；女用或女童用服飾；甲殼類動物；胸罩、束腰、緊身褡、吊帶、吊襪；寶石（不包括钻石）與次寶石等。

### 投資
根據中華民國經濟部投資審議司統計，截至2023年，臺商赴斯里蘭卡總投資金額共699.2萬美元，計有5件；斯里蘭卡赴臺灣總投資金額共76.3萬美元，計有9件。斯里蘭卡則未公布外商投資的統計資料。
臺灣的長榮海運、陽明海運、萬海航運在斯里蘭卡以代理行體系營運，其他臺商亦投資紡織、食品等產業，投資主要地區為可倫坡，多為航运、漁產、珍珠奶茶、成衣。由於在該國的臺商不多，因此尚未成立臺灣商會等組織。

### 會展[12]
2000年11月，中華民國經濟部國際貿易局長吳文雅率領「前往印度等南亚國家訪問及拓銷團」赴斯里蘭卡可倫坡以及印度孟买、新德里、班加羅爾等地。
2002年10月，中華民國經濟部常務次長尹啟銘率領「南亞貿易訪問團」亦前往斯里蘭卡可倫坡以及印度孟買、新德里、班加羅爾等地。
2016年10月，中華民國國際經濟合作協會（國經協會）與斯里蘭卡錫蘭商會共同舉辦「斯里蘭卡－臺灣商務論壇」。
2017年4月，外貿協會與斯里蘭卡工商會聯合會（Federation of Chambers of Commerce and Industry of Sri Lanka）在臺北由雙方秘書長簽署合作備忘錄。
2017年6月，外貿協會與斯里蘭卡資訊科技工業聯合會（Federation of Information Technology Industry Sri Lanka）在臺北由外貿協會秘書長與聯合會會長代表簽署諒解備忘錄。

### 其他
2016年10月，成立斯里蘭卡臺灣友誼協會（Sri Lanka-Taiwan Friendship Association）；在斯里蘭卡無臺灣的金融機構。

## 司法

### 犯罪事件
2012年12月22日，斯里蘭卡警方在可倫坡破獲詐騙集團，共逮捕100名嫌犯，當中有94名為中華民國籍。其專門入侵中華人民共和國的網路銀行，竊取個人資料後，再假冒警方聯絡被害人，稱帳戶有安全問題，要求匯款到特定帳戶。破獲後，斯里蘭卡警方將訊息告知中華民國警方。2013年1月11日，刑事警察局與屏東縣警方前往斯里蘭卡，將94名詐欺犯分兩批引渡回台，並帶往屏東縣、台中市警局偵訊調查。

## 援助

### 醫療
1992年10月8日，斯里蘭卡的國際眼庫顧問、馬來西亞沙巴州眼庫創辦人魏偉傑訪問財團法人中華民國佛教慈濟慈善事業基金會。魏偉傑在斯里蘭卡創辦了眼角膜眼庫20多年，讓3萬多人重見光明，光是台灣就送了2,700多枚的眼角膜。訪問慈濟醫院也是希望能成為台灣東部眼角膜捐贈移植的據點。因為在斯里蘭卡的佛教徒，認為布施食物會得長壽，布施眼角膜會得智慧，因此，佛弟子往生後，大多願意將眼角膜捐出。魏偉傑在可倫坡市中心成立眼庫中心，只要有人捐贈，就由專人取下來，透過各聯絡網直接送到世界各地。
但也因為斯里蘭卡醫療資源有限，環境衛生也有待加強，不少進口的眼角膜，都容易產生感染。曾經使用過斯里蘭卡眼角膜的臺灣中國醫藥大學附設醫院眼科部主任表示，人體眼睛很脆弱，自我防衛機制差，「只要整個眼睛一感染病菌，再也沒有挽回空間。」至於為何容易感染，「可能是保存眼角膜的保養液也有問題。」

## 簽證

持中華民國護照的中華民國國民簽證要求分布圖：入境斯里蘭卡可以電子簽證／落地簽證。

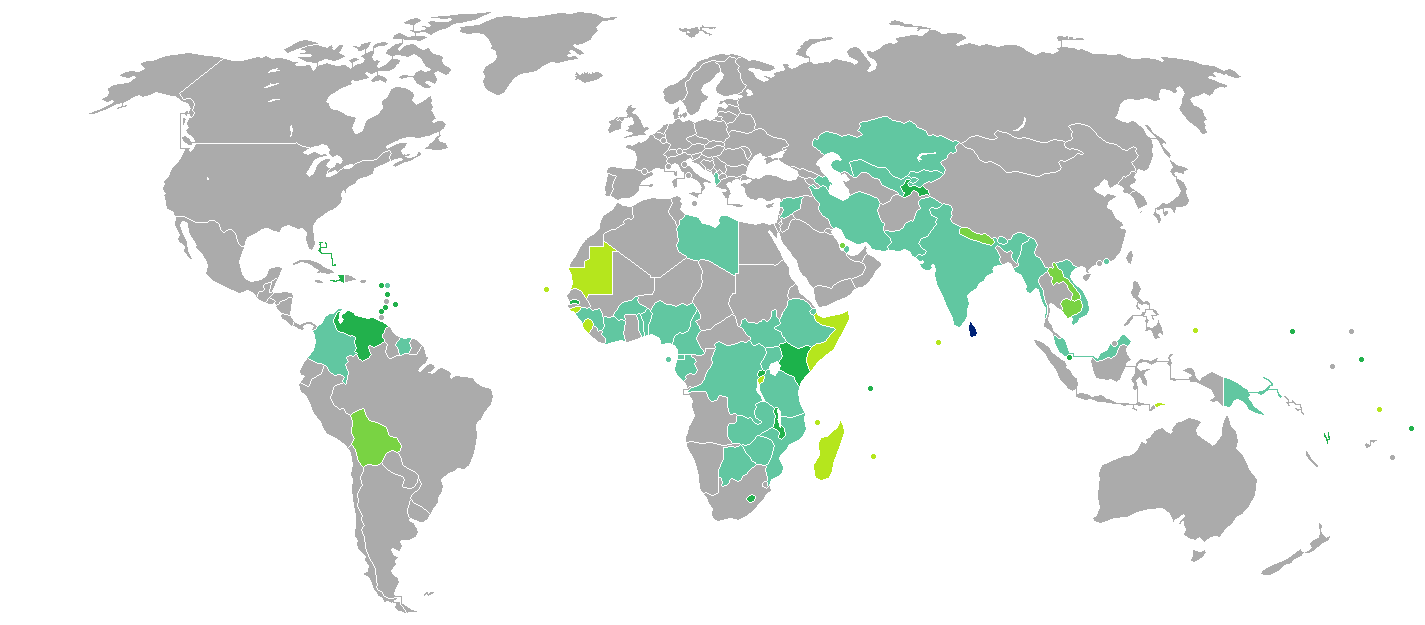
持斯里蘭卡護照的斯里蘭卡人口簽證要求分布圖：入境中華民國需要簽證。

兩國國民皆須申請簽證方可入境對方國家。持有中華民國護照的中華民國國民可以電子簽證或落地簽證的方式入境斯里蘭卡，入境時須填寫「簽證目的身分聲明書」（Declaration of Identity for Visa Purpose）。經斯里蘭卡轉機可辦理落地簽證，單次停留4天。因政治考量，斯里蘭卡海關不會在中華民國護照裡加蓋戳印，而是加蓋在落地簽證申請表。
持有斯里蘭卡護照的斯里蘭卡國民抵台參加由中央政府機關主辦、協辦或贊助之國際會議、運動賽事、商展活動，或經中華民國對外貿易發展協會駐當地機構之推薦，也可以電子簽證入境中華民國，停留最多30天並不得延期。

## 交通

### 航空

#### 客運
兩國無直航班機，可經由（不計航點遠近，截至2023年6月26日）：
- 台北松山→上海-浦東、成都（2023年7月3日開航斯里蘭卡），再轉機前往斯里蘭卡的國際機場（英语：List of airports in Sri Lanka）。
- 台北桃園→北京-首都、上海-浦東、成都、廣州、昆明、東京-成田、首爾-仁川、新加坡、吉隆坡、曼谷-蘇凡納布、曼谷-廊曼（2023年7月9日復航斯里蘭卡）、雅加達、德里[註 2]、杜拜、伊斯坦堡、雪梨、墨爾本、倫敦、巴黎、法蘭克福→斯里蘭卡。
- 台中→廣州、昆明、東京-成田、首爾-仁川→斯里蘭卡。
- 高雄→北京-首都、上海-浦東、廣州、昆明、東京-成田、首爾-仁川、新加坡、吉隆坡、曼谷-蘇凡納布→斯里蘭卡。
- 花蓮→首爾-仁川（包機飛花蓮）→斯里蘭卡。

## 外部連結
- 中華民國外交部－斯里蘭卡民主社會主義共和國簡介 （页面存档备份，存于）
- 駐清奈臺北經濟文化辦事處（Facebook）
- 外交部領事事務局－國外旅遊警示分級表
- 中華民國衛生福利部－國際旅遊疫情建議等級
- 中華民國國際經濟合作協會 （页面存档备份，存于）